# Mbabane
Mbabane glavni je grad Esvatinija (prije Svazi). On je glavni administrativni grad gdje se nalaze sva ministarstva, dok je grad Lobamba kraljevska i zakonodavna prijestolnica.
Osnovale su ga britanske kolonijalne vlasti 1902. godine. Ima oko 94,000 stanovnika, no taj broj posljednjih godina naglo raste. Legenda kaže da je grad dobio ime po lokalnom poglavici, a prijevod glasi „nešto grubo i gorko”, što može odražavati prirodu poglavice, ali ne i grada. Drugo mišljenje je da se Mbabane razvio u blizini pašnjaka gdje raste slatka trava zvana „lulubane”, pa je riječ s vremenom promijenjena u Mbabane gdje se zadnji samoglasnik izgovara tiho. 
Leži na sjevernom rubu doline Ezulwini, u zelenim brdima Dlangenija. Okružen brdima, Mbabane nije izgubio atmosferu malog grada, unatoč visokim poslovnim zgradama koje su ovdje niknule posljednjih godina. Glavne atrakcije u gradu su: stari trgovački centar, novi trgovački centar i Alistair Miller Street, glavna ulica nazvana po prvom Europljaninu rođenom ovdje. Idući ovom ulicom prema sjeveru, lijevo je Coronation Park, a desno Golf Club, Mbabane Club i dalje golf teren. U klubu Mbabane dostupni su sadržaji za kuglanje, skvoš i tenis. U blizini se nalaze Theatre Club i kino „Cinelux”. 
Mbabane danas ima hotele i rekreacijske sadržaje kao što su klubovi i golf tereni koji su namijenjeni turistima. Iza golf terena, kroz Pine Valley, teče rijeka Mbuluzi, koja ima nekoliko malih vodopada duž svog toka. U blizini je i istomena rijeka Mbabane

## Galerija
- Pregrađe Mbabanea
- Ulica Mbabanea
- Središnja banka Esvatinija u Mbabaneu
- Tajvansko veleposlanstvo u Mbabaneu